# Kattegattleden
Kattegattleden is een landelijke langeafstandsfietsroute in Zweden. De route start in Göteborg en eindigt in Helsingborg. De route is vernoemd naar het Kattegat en is in zijn geheel onderdeel van de EuroVelo EV7 Route van de Zon. Een deel van de route is tevens onderdeel van de EuroVelo EV12 Noordzeeroute. Het traject is bewegwijzerd in twee richtingen met de naam en het nummer 1 en is onderdeel van de nationale fietsroutes van Zweden. 

## Traject
De route is vernoemd naar het Kattegat waar ze langs loopt. In startplaats Göteborg sluit de route aan op de EuroVelo EV3 Pelgrimsroute, de EuroVelo EV7 Route van de Zon en de EuroVelo EV12 Noordzeeroute. Beide routes lopen parallel met de route mee.
De route loopt door het landschap Halland. In de stad Falkenberg kan worden aangesloten op de landelijke route Ätradalsleden naar Falköping.
In Halmstad verlaat de EV12 de route. Deze gaat met de veerboot naar Denemarken en sluit daar ook aan op de Deense route N5 - Oostkustroute die samen met de EV12 verder gaat. In Halmstad kan ook worden aangesloten op de regionale lusvormige route Hylteleden.
Vanaf Båstad voert de route door het landschap Skåne. In Båstad is er een aansluiting met de regionale route Cykelleden Skåne Ystad-Båstad. Iets zuidwaarts in Ängelholm is er een aansluiting met de regionale route Cykelleden Skåne Ängelholm-Kristianstad.
In eindpunt Helsingborg kan worden aangesloten op de landelijke route Sydkustleden. Ook kan middels veerboot worden overgestoken naar het Deense Helsingør waar de EV7 verder kan worden gevolgd. Deze loopt samen met de Deense route N9 - Gedser-Helsingør.

## Aansluitingen met Europese routes
- De gehele route is onderdeel van de EuroVelo EV7 Route van de Zon. In Helsingborg steekt de EV7 middels veerboot over naar Denemarken.
- In Göteborg kan worden aangesloten op de EuroVelo EV3 Pelgrimsroute.
- Tussen Göteborg en Halmstad loopt de route parallel met de EuroVelo EV12 Noordzeeroute, in Halmstad steekt de EV12 middels veerboot over naar Denemarken.

## Aansluitingen met andere routes
- In Falkenberg kan worden aangesloten op de landelijke route Ätradalsleden.
- In Halmstad kan via veerboot worden overgestoken naar Denemarken en kan de N5 - Oostkustroute worden opgepakt, één van de nationale fietsroutes van Denemarken.
- In Halmstad kan worden aangesloten op de regionale route Hylteleden.
- In Båstad kan worden aangesloten op de regionale route Cykelleden Skåne Ystad-Båstad.
- In Ängelholm kan worden aangesloten op de regionale route Cykelleden Skåne Ängelholm-Kristianstad.

- In Helsingborg kan worden aangesloten op de landelijke route Sydkustleden.
- In Helsingborg kan via veerboot worden overgestoken en kan de N9 - Gedser-Helsingør worden opgepakt, één van de nationale fietsroutes van Denemarken.
- Diverse regionale routes in Zweden.